# Liou-pchan-šuej
Liou-pchan-šuej (čínsky 六盘水, pchin-jinem Liùpánshuǐ) je městská prefektura v Čínské lidové republice. Patří k provincii Kuej-čou v jižní části Číny.
Na rozloze 9 926 čtverečních kilometrů tu žily v roce 2006 necelé tři milióny obyvatel.

## Administrativní členění
Městská prefektura Liou-pchan-šuej se člení na čtyři celky okresní úrovně, a sice dva městské obvody, jeden městský okres a jeden zvláštní obvod (特区, tche-čchü).
| městský obvod · Čung-šan městský obvod · Šuej-čcheng zvláštní obvod · Liou-č’ městský okres · Pchan-čou |          |                       |                    |                                  |
| Název                                                                                                   | Název    | Počet obyvatel (2020) | Rozloha km² (2020) | Hustota zalidnění (obyv. na km²) |
| český přepis                                                                                            | znaky    | Počet obyvatel (2020) | Rozloha km² (2020) | Hustota zalidnění (obyv. na km²) |
| Městské obvody                                                                                          |          |                       |                    |                                  |
| Čung-šan                                                                                                | 钟山区   | 674 249               | 468                | 1 439                            |
| Šuej-čcheng                                                                                             | 水城区   | 746 407               | 3 608              | 207                              |
| Městský okres                                                                                           |          |                       |                    |                                  |
| Pchan-čou                                                                                               | 盘州市   | 1 074 073             | 4 038              | 266                              |
| Zvláštní obvod                                                                                          |          |                       |                    |                                  |
| Liou-č’                                                                                                 | 六枝特区 | 536 873               | 1 799              | 298                              |
| |          |                       |                    |                                  |
| Celkem                                                                                                  | Celkem   | 3 031 602             | 9 914              | 306                              |

## Partnerská města
- Tucson, USA